# 1997 en handball
| Années du handball : 1994 - 1995 - 1996 - 1997 - 1998 - 1999 - 2000    |
| Décennies du handball : 1960 - 1970 - 1980 - 1990 - 2000 - 2010 - 2020 |

Cet article présente les faits marquants de l'année 1997 en handball.

## Par compétitions

### Championnat du monde masculin
|                           | Nation |
| ------------------------- | ------ |
| Médaille d'or, monde      | Russie |
| Médaille d'argent, monde  | Suède  |
| Médaille de bronze, monde | France |

La 15e édition du Championnat du monde masculin a eu lieu du 17 mai au 1er juin 1997 au Japon. C'est la première fois que la compétition se tient hors d'Europe.
La Russie y remporte son 3e titre aux dépens de la Suède,. La France, tenante du titre mais à l'effectif très remanié à la suite de la fin des Barjots, échoue en demi-finale après prolongations face à la Russie, mais remporte malgré tout la médaille de bronze d'un but face à la Hongrie,. L'Espagnol Talant Dujshebaev a été élu meilleur joueur et le coréen Yoon Kyung-shin a été le meilleur marqueur avec 62 buts.
Statistique et récompenses
- Meilleur joueur : Talant Dujshebaev,  Espagne
- Meilleur buteur : Yoon Kyung-shin,  Corée du Sud, 62 buts
- Meilleur gardien : Mats Olsson,  Suède
- Meilleur ailier gauche : Valeri Gopine,  Russie
- Meilleur arrière gauche: Vassili Koudinov,  Russie
- Meilleur demi-centre : Talant Dujshebaev,  Espagne
- Meilleur pivot : Guéric Kervadec,  France
- Meilleur arrière droit : Staffan Olsson,  Suède
- Meilleur ailier droit : Valdimar Grímsson,  Islande

### Championnat du monde féminin
|                           | Nation    |
| ------------------------- | --------- |
| Médaille d'or, monde      | Danemark  |
| Médaille d'argent, monde  | Norvège   |
| Médaille de bronze, monde | Allemagne |

La 13e édition du Championnat du monde féminin a eu lieu en Allemagne, du 30 novembre au 14 décembre 1997.
Certaines équipes parmi les favorites, comme la Roumanie, l'Autriche et la Hongrie, sont éliminées dès les huitièmes de finale. En quarts de finale, ce sont les Sud-Coréennes, tenantes du titre, qui sont éliminées. Jusqu'alors invaincue dans la compétition, l'Allemagne, hôte du tournoi perd en demi-finale face à la Norvège (23-25). Au cours de la seconde demi-finale, un spectateur allemand ivre poignarde trois supporteurs danois dont deux succomberont à leurs blessures,. Le tournoi est alors à la limite d'être annulé, mais la compétition est finalement maintenue et le Danemark se qualifie pour une finale inédite entre équipes scandinaves, où il domine facilement la Norvège pour une victoire sans appel 33 buts à 20. Déjà championnes olympiques et championnes d'Europe en titre, les Danoises réalisent ainsi un triplé historique. Enfin l'Allemagne termine à la troisième place après sa victoire 27 à 25 face à la Russie en match de classement.
Statistique et récompenses
- Meilleure joueuse : Franziska Heinz,  Allemagne
- Meilleure marqueuse : Indira Kastratović,  Macédoine du Nord, 71 buts
- Meilleure gardienne : Susanne Munk Wilbek,  Danemark
- Meilleure ailière gauche : Han Sun-hee,  Corée du Sud
- Meilleure arrière gauche : Franziska Heinz,  Allemagne
- Meilleure demi-centre : Camilla Andersen,  Danemark
- Meilleure pivot : Natalia Deriouguina,  Russie
- Meilleure arrière droite : Tonje Sagstuen,  Danemark
- Meilleure ailière droite : Natalia Malakhova,  Russie

## Meilleurs handballeurs de l'année 1997
En avril 1998, les résultats de l'élection des meilleurs handballeurs de l'année 1997 ont été dévoilés par l'IHF,. Les lecteurs du World Handball Magazine ont distingué deux arrières, la Danoise Anja Andersen et le Français Stéphane Stoecklin. 
Chez les femmes, après avoir dû faire avec la deuxième ou la troisième place dans les années précédentes, la superstar danoise Anja Andersen a enfin été élue à juste titre. Celle qui a remporté le championnat du monde 1997 après avoir remporté JO d'Atlanta et l'Euro 1996 a nettement dominé les suffrages avec près du double de voix que la Hongroise Helga Németh et sa compatriote, la gardienne Susanne Munk Lauritsen. 
Chez les hommes, la course a été serrée entre les trois premiers, couronnant le Français Stéphane Stoecklin,. Devançant le Hongrois József Éles et le gardien japonais Yukihiro Hashimoto, il est le deuxième Français après Jackson Richardson en 1995.

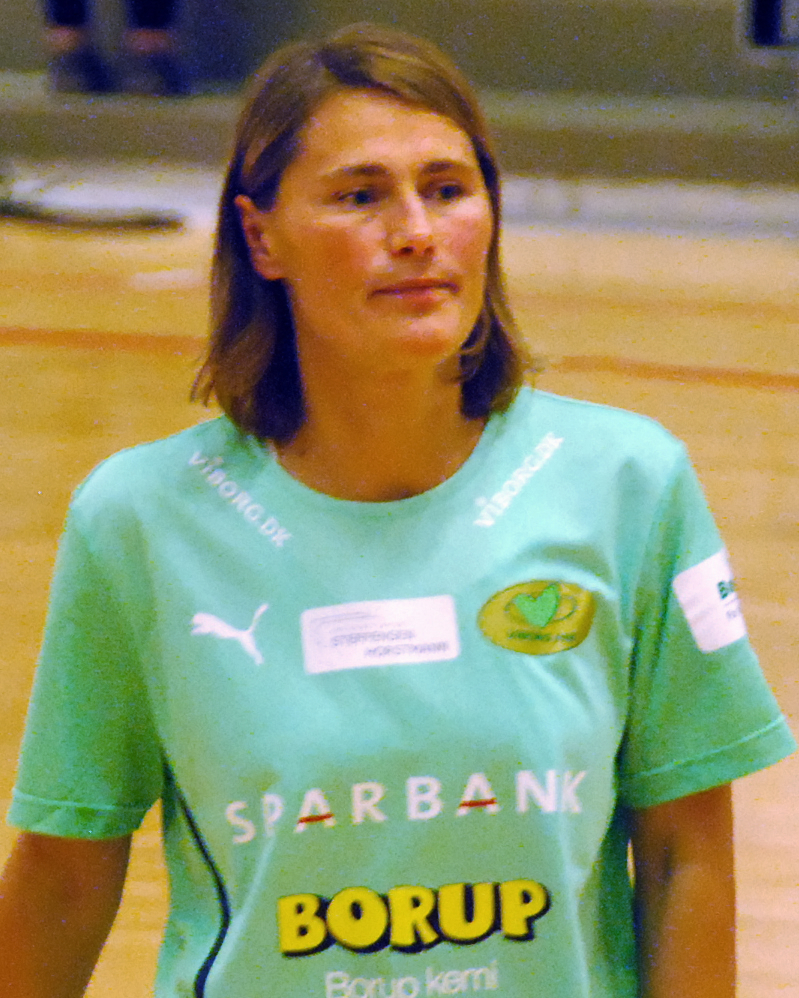
Anja Andersen en 2011.

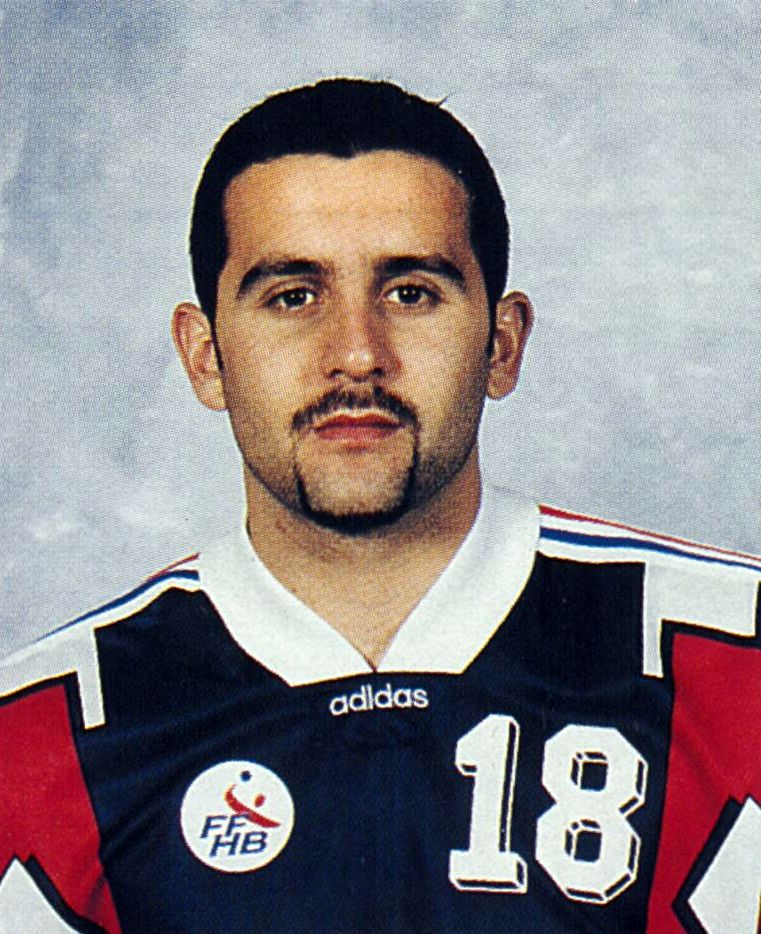
Stéphane Stoecklin en 1996.

| Rang | Joueuse                  | Nationalité   | Club(s)                           | Poste            | Votes |
| ---- | ------------------------ | ------------- | --------------------------------- | ---------------- | ----- |
| 1    | Anja Andersen            | Danemark      | Bækkelagets SK                    | Arrière          | 1982  |
| 2    | Helga Németh (en)        | Hongrie       | Dunaferr NK / Podravka Koprivnica | Arrière droite   | 1063  |
| 3    | Susanne Munk Lauritsen   | Danemark      | Viborg HK                         | Gardienne de but | 0967  |
| 4    | Hege Kristine Kvitsand   | Norvège       | Bækkelagets SK & GOG Håndbold     | Pivot            | 0211  |
| 5    | Han Sun-hee              | Corée du Sud  | ?                                 | Ailière gauche   | 0174  |
| 6    | Natalia Deriouguina      | Russie        | Viborg HK                         | Pivot            | 069   |
| 7    | Michaela Erler (de)      | Allemagne     | Borussia Dortmund                 | Pivot            | 068   |
| 8    | Marie-Ange Gogbé         | Côte d'Ivoire | ES Besançon                       | Arrière gauche   | 067   |
| 9    | Christine Lindemann (de) | Allemagne     | Stabæk IF / Buxtehuder SV         | Gardienne de but | 066   |
| 10   | Tonje Sagstuen           | Norvège       | Borussia Dortmund ?               | Arrière droite   | 064   |

| Rang | Joueur                  | Nationalité  | Club(s)                          | Poste          | Votes |
| ---- | ----------------------- | ------------ | -------------------------------- | -------------- | ----- |
| 1    | Stéphane Stoecklin      | France       | GWD Minden                       | Arrière droit  | 2121  |
| 2    | József Éles             | Hongrie      | Veszprém KSE                     | Arrière gauche | 1953  |
| 3    | Yukihiro Hashimoto (en) | Japon        | Honda Suzuka                     | Gardien de but | 1867  |
| 4    | Valdimar Grímsson       | Islande      | KA Akureyri                      | Ailier droit   | 0962  |
| 5    | Talant Dujshebaev       | Espagne      | Teka Santander / TuS Nettelstedt | Demi-centre    | 0116  |
| 6    | Vassili Koudinov        | Russie       | US Ivry / VfL Hameln             | Arrière gauche | 074   |
| 7    | Staffan Olsson          | Suède        | THW Kiel                         | Arrière droit  | 039   |
| 8    | Yoon Kyung-shin         | Corée du Sud | VfL Gummersbach                  | Arrière droit  | 033   |
| 9    | Carlos Pérez            | Cuba         | La Havane / Veszprém KSE         | Arrière droit  | 025   |
| 10   | Jackson Richardson      | France       | TV Großwallstadt                 | Demi-centre    | 019   |

## Bilan de la saison 1996-1997 en club

### Coupes d'Europe (clubs)
| Compétition         | Vainqueur               | Finaliste         | Score |
| ------------------- | ----------------------- | ----------------- | ----- |
| Ligue des champions | FC Barcelone            | Badel 1862 Zagreb | 61-45 |
| Coupe de l'EHF      | SG Flensburg-Handewitt  | Virum Sorgenfri   | 52-42 |
| Coupe des coupes    | Elgorriaga Bidasoa Irun | Fotex Veszprém SE | 41-38 |
| Coupe des Villes    | TuS Nettelstedt         | Kolding IF        | 59-42 |

| Compétition         | Vainqueur                | Finaliste         | Score |
| ------------------- | ------------------------ | ----------------- | ----- |
| Ligue des champions | Mar Valencia             | Viborg HK         | 58-50 |
| Coupe de l'EHF      | Robit Olimpija Ljubljana | Borussia Dortmund | 52-48 |
| Coupe des coupes    | Istochnik Rostov         | HC Leipzig        | 49-42 |
| Coupe des Villes    | Francfort HC             | Ikast FS          | 55-49 |

### Championnats européens

#### Saison 1996-1997 en France
| Compétition                 | Vainqueur              | Second                 | Score                  |
| --------------------------- | ---------------------- | ---------------------- | ---------------------- |
| Championnat de France masc. | US Ivry                | US Créteil             | –                      |
| Coupe de France masc.       | US Créteil             | US Ivry                | 19 – 18                |
| Championnat de France fém.  | ASPTT Metz             | ES Besançon            | –                      |
| Coupe de France fém.        | Pas de Coupe de France | Pas de Coupe de France | Pas de Coupe de France |

## Club disparu
- IL Fredensborg Oslo

## Naissances et décès
Parmi les joueurs et joueuses né(e)s en 1997, on trouve notamment :
| Joueurs - 31 janvier : Melvyn Richardson, - 19 février : Benoît Kounkoud, - 10 mars : Emil Nielsen, - 20 avril : Aymeric Minne, - 3 mai : Romain Lagarde, - 5 juin : Adama Keïta, - 7 juillet : Magnus Abelvik Rød, - 31 août : Dika Mem, | Joueuses - 24 février : Đurđina Jauković, - 16 juin : Orlane et Laura Kanor, - 5 novembre : Tjaša Stanko, - 15 décembre : Océane Sercien-Ugolin, |

Décès
- 17 novembre : Nelson Paillou, , président de la FFHB puis du CNOSF.